# Sint Petrus en Paulus (Ovezande)

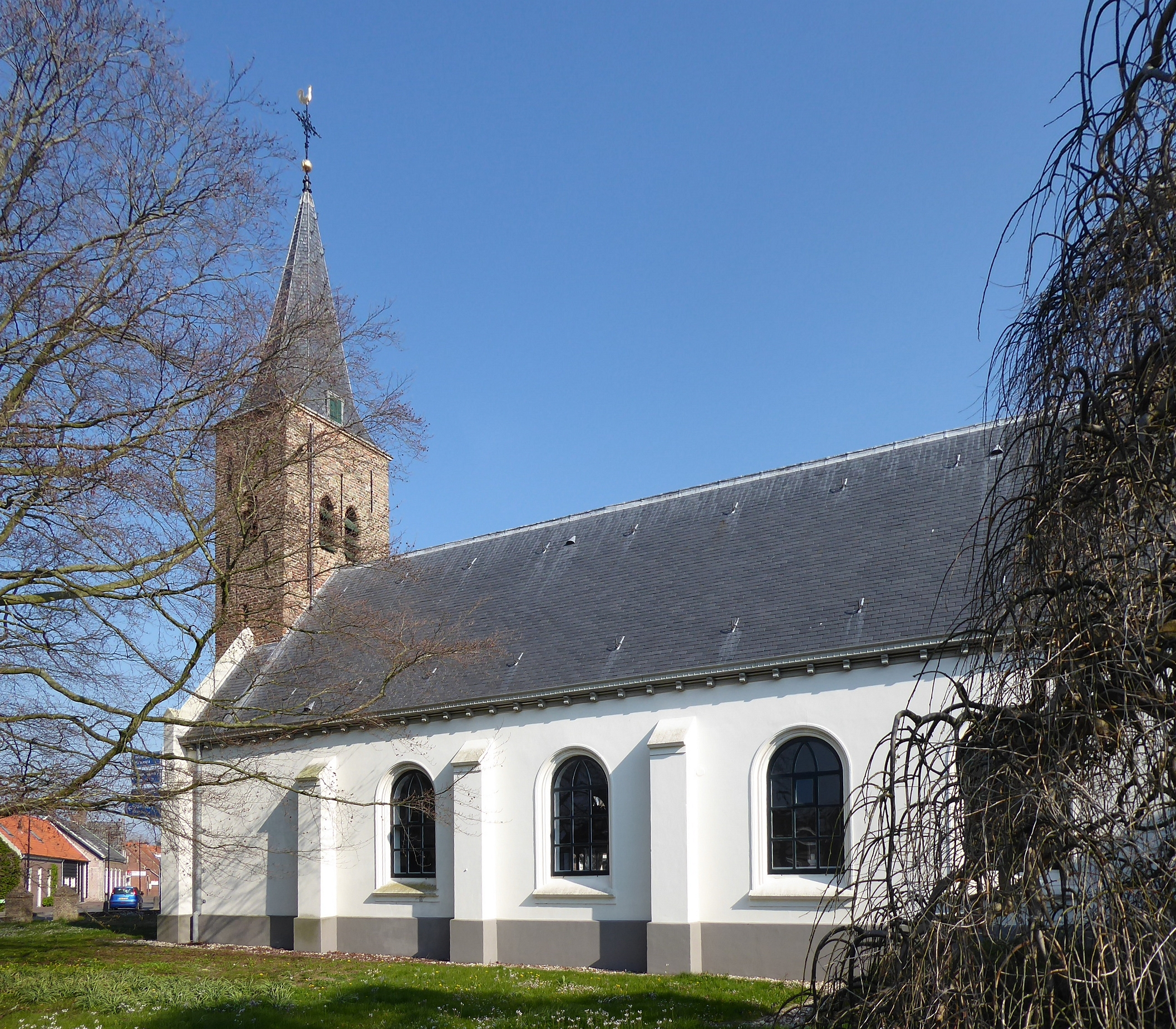
Kirche Sint Petrus en Paulus

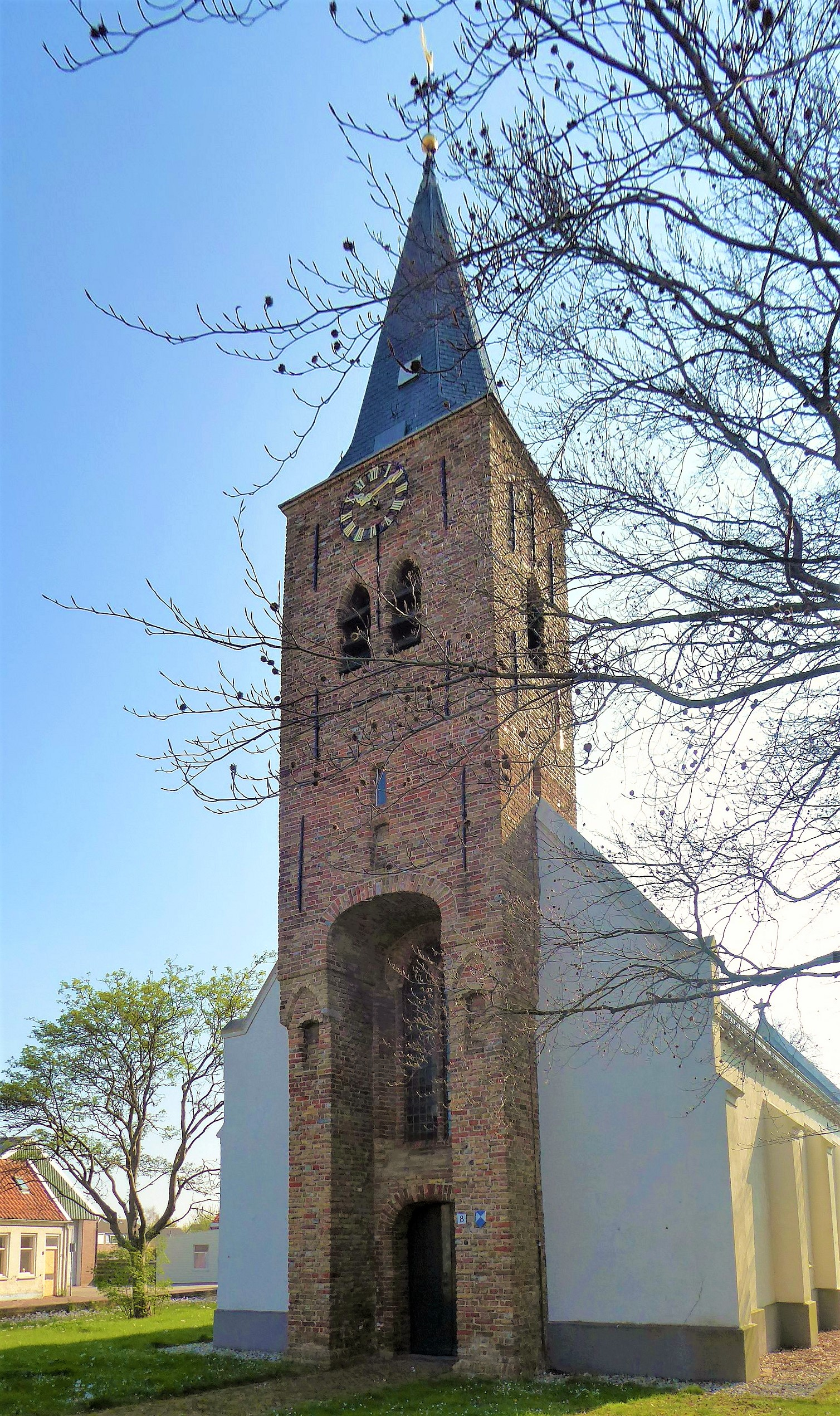
Der gotische Stelzenturm

Sint Petrus en Paulus ist eine säkularisierte frühere evangelisch-reformierte Kirche im Ortsteil Ovezande der Gemeinde Borsele in der niederländischen Provinz Zeeland. Das Bauwerk ist Rijksmonument unter den Nummern 10018 (Kirchenschiff) und 10019 (Turm).

## Geschichte
Die den Heiligen Peter und Paul geweihte Kirche war zunächst Filialkirche der Pfarrei St. Peter in ’s-Heer Arendskerke und wurde im 15. Jahrhundert zur selbstständigen Pfarrkirche erhoben. Der gotische Westturm, ein Stelzenturm, sowie das Langhaus entstanden um 1400. Im Jahr 1568 wurde an der Kirche die Reformation eingeführt. Der Chor und eine querhausartige Nordkapelle wurden 1840 niedergelegt und das Langhaus zum reformierten Predigtsaal hergerichtet.
Der charakteristische Stelzenturm ist ungewöhnlich für Zeeland, findet sich jedoch in einer kleinen lokalen Gruppe neben Ovezande auch noch in der Torenkerk in Gapinge sowie in der Kirche St. Martinus in ’s-Gravenpolder.
2006 wurde der letzte Gottesdienst in der Kirche gehalten und das Gebäude verkauft und heute als Galerie genutzt. Die Kirchengemeinde hat sich mit der Gemeinde in Driewegen fusioniert.